# Aleja Ossolińskich w Bydgoszczy

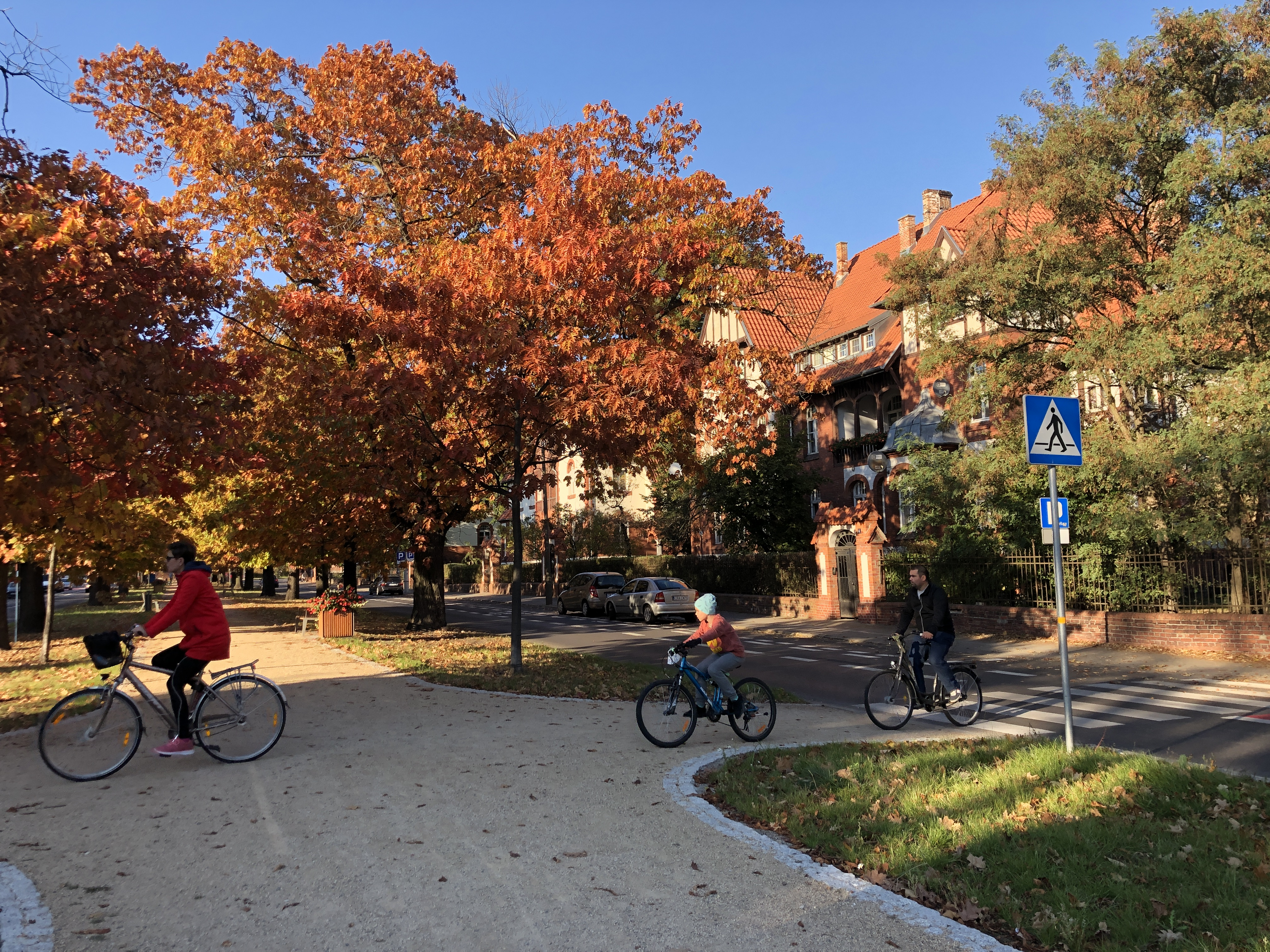
Jesienią

Aleja Ossolińskich – dwujezdniowa ulica z chodnikiem i szpalerem drzew pośrodku, położona na terenie Śródmieścia w Bydgoszczy.

## Przebieg
Aleja znajduje się we wschodniej części Śródmieścia Bydgoszczy i łączy Plac Weyssenhoffa z rondem Ossolińskich.

## Historia
Ulicę wytyczono w 1903 r. w trakcie zagospodarowania urbanistycznego terenu położonego na wschód od ul. Gdańskiej tzw. Hempelscher Felde. W latach 90. XIX wieku miasto Bydgoszcz zakupiło teren położony między dzisiejszymi ulicami: Gdańską, Krasińskiego, Chodkiewicza i Ogińskiego oraz opracowało dla niego plany urbanistyczne według koncepcji miasta-ogrodu.
Osią całego założenia była dwujezdniowa aleja obsadzona drzewami, w części południowej nazwana Hohenzzolernstrasse, a w północnej Bülowstrasse (od 1920 r. al. Adama Mickiewicza). Styk obu części następował na Placu Weyssenhoffa.
Wytyczenie ulicy miało bezpośredni związek z zamierzeniem budowy kompleksu pierwszej bydgoskiej uczelni wyższej i zakładu naukowego, tj. Instytutu Rolniczego im. cesarza Wilhelma (niem. Kaiser-Wilhelm-Insitut für Landwirtschaft).
15 listopada 1902 r. odbyła się konferencja z udziałem komisarzy Niemieckiego Ministerstwa Robót Publicznych oraz Finansów i Rolnictwa dotycząca spraw organizacyjnych związanych z założeniem instytutu. Władze Bydgoszczy zobowiązały się wówczas oddać pod budowę placówki teren na północno-wschodnim obrzeżu miasta i wytyczyć tamże reprezentacyjną aleję, która stanowiłaby oś całego założenia urbanistycznego.
Budowę alei ukończono w 1903 r. Była to najszersza wówczas ulica w mieście. Posiadała szerokość 40 m, dwie jezdnie, a pośrodku dziewięciometrowy chodnik dla pieszych z dwoma pasmami trawnika. Posadzono na nim dęby czerwone o stożkowych koronach, połączone między sobą festonami z winobluszczu pięciolistkowego.
Po wschodniej stronie ulicy w latach 1903–1906, powstały budynki Instytutów Rolniczych. Natomiast na terenie przylegającym od zachodu do alei rozplanowano w 1912 r. według założeń znanego architekta i urbanisty niemieckiego Josepha H. Stübbena willowe osiedle mieszkaniowe Sielanka, zabudowane zasadniczo jednak dopiero w dwudziestoleciu międzywojennym.
W 1924 r. na terenie przylegającym od wschodu do alei rozpoczęto wznoszenie największej bydgoskiej świątyni, która miała być wotum miejscowego społeczeństwa za odzyskanie przez Polskę niepodległości. Kościół św. Wincentego à Paulo w formie rzymskiego panteonu wykonano w stanie surowym do 1938 r., wnętrza wyposażono do 1976 r., zaś cały kompleks ukończono w 2003 r.
W latach 50. XX w. podczas urbanizacji nowych osiedli w Bydgoszczy powstały dwie aleje na podobieństwo al. Ossolińskich: ul. 11 Listopada na os. Leśnym dawna ul.22 lipca oraz ul. Noakowskiego na Kapuściskach.
W I połowie 2021 kosztem 489 tys. zł przeprowadzono rewitalizację alei, w ramach której nastąpiła wymiana szutrowej nawierzchni alejki spacerowej na mineralną, wymiana małej architektury (postawionych zostało 16 nowych ławek, siedem koszy na śmieci, sześć donic na kwiaty i trzy kosze na śmieci na psie odchody wraz z workami) oraz przebudowa na wyniesione skrzyżowania z ul. Kopernika i Szymanowskiego, połączona z powstaniem śluz rowerowych. We wrześniu 2021 zrealizowano także przeniesienie miejsc parkingowych z chodnika na jezdnię, likwidację jednego pasa ruchu i wytyczenie pasa dla rowerów.

### Nazwy
- 1906–1920 – Hohenzzollernstrasse
- 1920–1939 – Aleja Ossolińskich
- 1939–1945 – Johann Herder Allee
- od 1945 – Aleja Ossolińskich

Patronem ulicy jest ród Ossolińskich, związanych z Bydgoszczą w XVII wieku m.in. poprzez starostwo kanclerza wielkiego koronnego Jerzego Ossolińskiego (1633–1645, 1648–1650) i jego syna Franciszka (1645–1648).

## Zieleń
W ciągu alei rosną dwa szpalery dębów czerwonych, posadzonych na początku XX wieku. Okazały drzewostan sąsiaduje również z aleją od wschodu w rejonie Instytutów Rolniczych. Znajdują się tam cztery drzewa wpisane do rejestru pomników przyrody:
- trzy magnolie pośrednie (Al. Ossolińskich 12)
- kasztanowiec biały (Al. Ossolińskich 3)

Od 2002 na al. Ossolińskich powstaje Poczet Dębów Honorowych. Do 2021 nadano imiona 29 dębom, m.in. papieża Jana Pawła II, księdza Jerzego Popiełuszki, Tadeusza Mazowieckiego, Józefa Piłsudskiego i Zbigniewa Brzezińskiego. W początku 2021 na ulicy rosło 81 dębów czerwonych, planowane jest dosadzenie 46 kolejnych. W ramach realizacji tego projektu 21 października 2021 oznaczono "Dąb dla Wolności Białorusi", a 17 marca 2022 drzewa Lecha Wałęsy i Bydgoskiego Marca.
Jedyną w swoim rodzaju jest również pomnikowa aleja jarzębów szwedzkich (46 szt.) posadzona wzdłuż ul. Szymanowskiego – ulicy prostopadłej do alei Ossolińskich i wytyczonej w tym samym czasie.

## Komunikacja
Przez aleje Ossolińskich przejeżdżają autobusy linii nr 52, 59, 64 i 67.

## Obiekty godne uwagi[17]
| Nr  | Obiekt                          | Adres                 | Lata budowy | Budowniczy           | Styl architektoniczny | Wpisany do rejestru zabytków | Uwagi | Zdjęcie |
| --- | ------------------------------- | --------------------- | ----------- | -------------------- | --------------------- | ---------------------------- | --- | ------- |
| 1.  | Instytuty Rolnicze              | al. Ossolińskich 4-12 | 1903–1906   | Delius               | eklektyzm             | T                            | zespół 8 budynków, pierwsza placówka naukowa w mieście |         |
| 2.  | Bazylika św. Wincentego à Paulo | al. Ossolińskich 2    | 1924–1938   | Adam Ballenstaedt    | neoklasycym           | T                            | bazylika mniejsza, forma wzorowana na panteonie rzymskim |         |
| 3.  | Willa                           | al. Ossolińskich 5    | 1935        | Jan Kossowski        | funkcjonalizm         | N                            | |         |
| 4.  | Willa                           | al. Ossolińskich 7    | 1927–1929   | Bronisław Jankowski  | styl narodowy         | T                            | w wilii w latach 1930–1939 mieścił się Sztab Komendy Okręgu Straży Granicznej, podczas okupacji Selbstschutz Westpreussen, po wojnie NKWD, a w latach 1947–2004 Delegatura NIK; na fasadzie znajduje się tablica ku czci pomordowanych przez NKWD żołnierzy Straży Granicznej (1994 r., art. rzeźb. Aleksander Dętkoś) |         |
| 5.  | Willa                           | al. Ossolińskich 9    | 1927–1931   | Edward Stecewicz     | funkcjonalizm         | N                            | |         |
| 6.  | Willa                           | al. Ossolińskich 11   | 1932–1933   | Henryk Misterek      | funkcjonalizm         | N                            | |         |
| 7.  | Willa                           | al. Ossolińskich 17   | 1932–1933   | Bolesław Polakiewicz | funkcjonalizm         | N                            | |         |
| 8.  | Willa                           | al. Ossolińskich 19   | 1932–1933   | Bolesław Polakiewicz | funkcjonalizm         | N                            | |         |
| 9.  | Willa                           | al. Ossolińskich 21   | 1932–1933   | Bolesław Polakiewicz | funkcjonalizm         | N                            | |         |
| 10. | Willa                           | al. Ossolińskich 25   | 1927–1929   | Bronisław Jankowski  | styl narodowy         | N                            | siedziba oddziału Fortis Banku |         |
| 11. | Pomnikowa aleja jarzębów        | ul. Szymanowskiego    |             |                      |                       | T                            | aleja 46 jarzębów szwedzkich wpisana w całości do rejestru pomników przyrody |         |

## Komunikacja
Przez aleje Ossolińskich przejeżdżają autobusy linii numer 52, 59, 64 i 67.